# Ahmar Laglalcha
Ahmar Laglalcha  (in arabo احمر  لكلالشة‎?) è un centro abitato e comune rurale del Marocco situato nella provincia di Taroudant, regione di Souss-Massa. Conta una popolazione di 17 950 abitanti (censimento 2014).